# Гаджалы
Гаджалы (тур. и гаг. gacallar) — тюркоязычная группа мусульманского вероисповедания, проживающая на востоке Балкан. Основные районы расселения гаджалов расположены на крайнем юго-востоке республики Болгария, а также в регионе Восточная Фракия (Турция). Из-за тюркского языка и исламского вероисповедания в обеих странах гаджалов обычно причисляют к туркам, хотя гаджалы продолжают сохранять некоторую этническую обособленность ввиду отличного этногенеза. Родным для гаджалов является балкано-гагаузский язык, который подвергается всё большему отуречиванию. Общая численность гаджалов составляет порядка 300 000 чел, в том числе носителей языка около 20 000. Изучению этнографии гаджалов, равно как и гагаузов, много времени уделил российский учёный Валентин Александрович Мошков.

## Этногенез
По В. Мошкову гаджалы это потомки печенегов, узов и торков.
Исторической областью формирования гаджалов была местность в районе Лудогорие на территории современной северо-восточной Болгарии. Предполагается что это потомки остатков древних тюркских племён, которые мигрировали на Балканы в VII—XI вв. с севера. Это отличает гаджалов от собственно турок, которые пришли на Балканы с юга в более позднее время (XIV—XVI века). Именно поэтому даже гаджалы, проживающие в Турции, предпочитают сохранять этнокультурную дистанцию в своих отношениях с турками.

## Этноним
По одной из версий слово гаджал происходит от цыганского слова «гаджо», что переводится как «чужой», и является экзоэтнонимом, данным им православными балканскими народами.

## В Османской империи
После 1878 года, когда после очередной русско-турецкой войны, позиции Турции на Балканах пошатнулись, гаджалы начали активно переселяться в Турцию. Некоторые группы ушли в центральную Анатолию, где окончательно ассимилировались в турецкой среде, но большая часть осталась в Европейской Турции, основав ряд сельских поселений в районе города Эдирне. И сегодня население Восточной Фракии традиционно делится на две группы: местные (ерлилер) и переселенцы (мухаджиры). Примечательно и то, что именно местных фракийцев иногда причисляют к собственно гаджалам, а вот гаджалов-переселенцев называют асыл-гаджаллар.

## Этнография
Несмотря на приверженность исламу и языковое родство с турками, гаджалы, особенно сельские, ведут довольно замкнутый образ жизни. Гаджалы компактно проживают в сёлах недалеко от Силиври (провинция Стамбул), Кешан (провинция Эдирне) и в горах Истранджа (провинция Кыркларели). Небольшие группы гаджалов живут также в Греции — в Александруполисе (Дедеагач), Драме, Серезе, Флорине (Кайалар). В самой Болгарии вдоль турецкой границы встречаются поселения гагаузоязычных мусульман-шиитов (так наз. амуджа).